# Jaffar Khan
Jaffar Khan - em urdu, عمران حسین‎ (Dera Ismail Khan, 10 de março de 1981) é um ex-futebolista  paquistanês e técnico do Pakistan Army FC .

## Carreira
Jaffar Khan joga no Pakistan Army desde 1998, nunca tendo atuado em nenhuma outra agremiação. Uma curiosidade é que ele atua tanto como goleiro quanto como atacante. Na temporada 2006–07, estabeleceu um novo recorde no futebol paquistanês ao ficar 1.260 minutos sem levar gols.

## Seleção
Khan atuou pela Seleção do Paquistão entre 2001 e 2014, tendo conquistado 2 medalhas de ouro nos Jogos Asiáticos (2004 e 2006). Foram 59 jogos e nenhum gol marcado.

## Títulos
Pakistan Army
- Campeonato Paquistanês: 2 (2005–06 e 2006–07)
- Copa do Paquistão: 2 (2000 e 2001)

Seleção Paquistanesa
- Jogos Asiáticos: 2 (2004 e 2006)

## Links
- Jaffar Khan em National-Football-Teams.com